# 八十場駅
八十場駅（やそばえき）は、香川県坂出市西庄町にある、四国旅客鉄道（JR四国）予讃線の駅。駅番号はY07。
普通列車以外は通過となるため、瀬戸大橋線系統の列車は停車しない。

## 歴史
- 1952年（昭和27年）1月27日：日本国有鉄道の駅として開業[3]。旅客駅[2]。
- 1987年（昭和62年）4月1日：国鉄分割民営化に伴い、四国旅客鉄道（JR四国）の駅となる[2]。
- 2014年（平成26年）3月1日：ICカード「ICOCA」の利用が可能となる[4]。ICカード専用簡易改札機で対応。

## 駅構造
相対式ホーム2面2線を持つ地上駅で無人駅である。
かつてはホームが1両分しかなく、国鉄時代は仮乗降場同然の扱いで普通列車もほとんど通過していた。下りホームは、枕木を積み重ねただけだった。讃岐府中駅と共に「一日上下1本ずつしか停車しない駅」として紹介されたこともあり、特に同じくほとんど停車列車のなかった「八十場→讃岐塩屋」は1980年頃までの時刻では、近距離であるにもかかわらず当日のうちに到達することは不可能だった。
JR化直前の電化完成後は停車列車が増え、ホーム延伸で2両分になったが、進行方向後寄りの2両のみドア開閉し、前寄りの1、2両が締切扱いだった。現在は4両分となっている。

### のりば
| のりば | 路線    | 方向 | 行先                     |
| ------ | ------- | ---- | ------------------------ |
| 1      | ■予讃線 | 上り | 高松方面                 |
| 2      | ■予讃線 | 下り | 多度津・観音寺・琴平方面 |

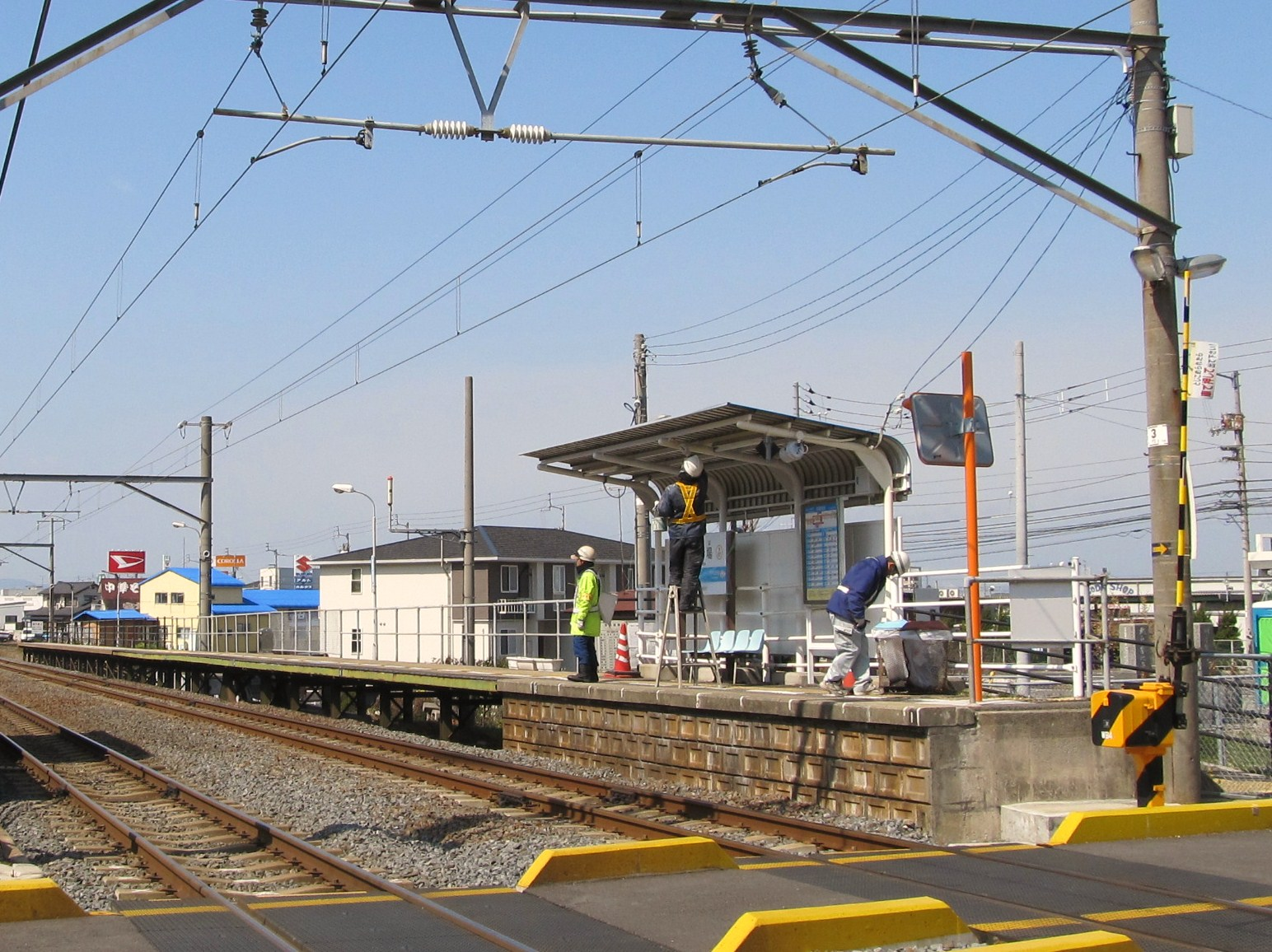
1両ホームを拡張した上りホーム （2011年3月）

## 利用状況
1日平均の乗車人員は以下の通り。
| 乗車人員推移 | 乗車人員推移 |
| 年度         | 1日平均人数  |
| ------------ | ------------ |
| 2008年       | 88           |
| 2009年       | 88           |
| 2010年       | 99           |
| 2011年       | 96           |
| 2012年       | 98           |
| 2013年       | 107          |
| 2014年       | 107          |
| 2015年       |              |
| 2016年       |              |
| 2017年       | 105          |
| 2018年       | 108          |
| 2019年       | 112          |

## 駅周辺

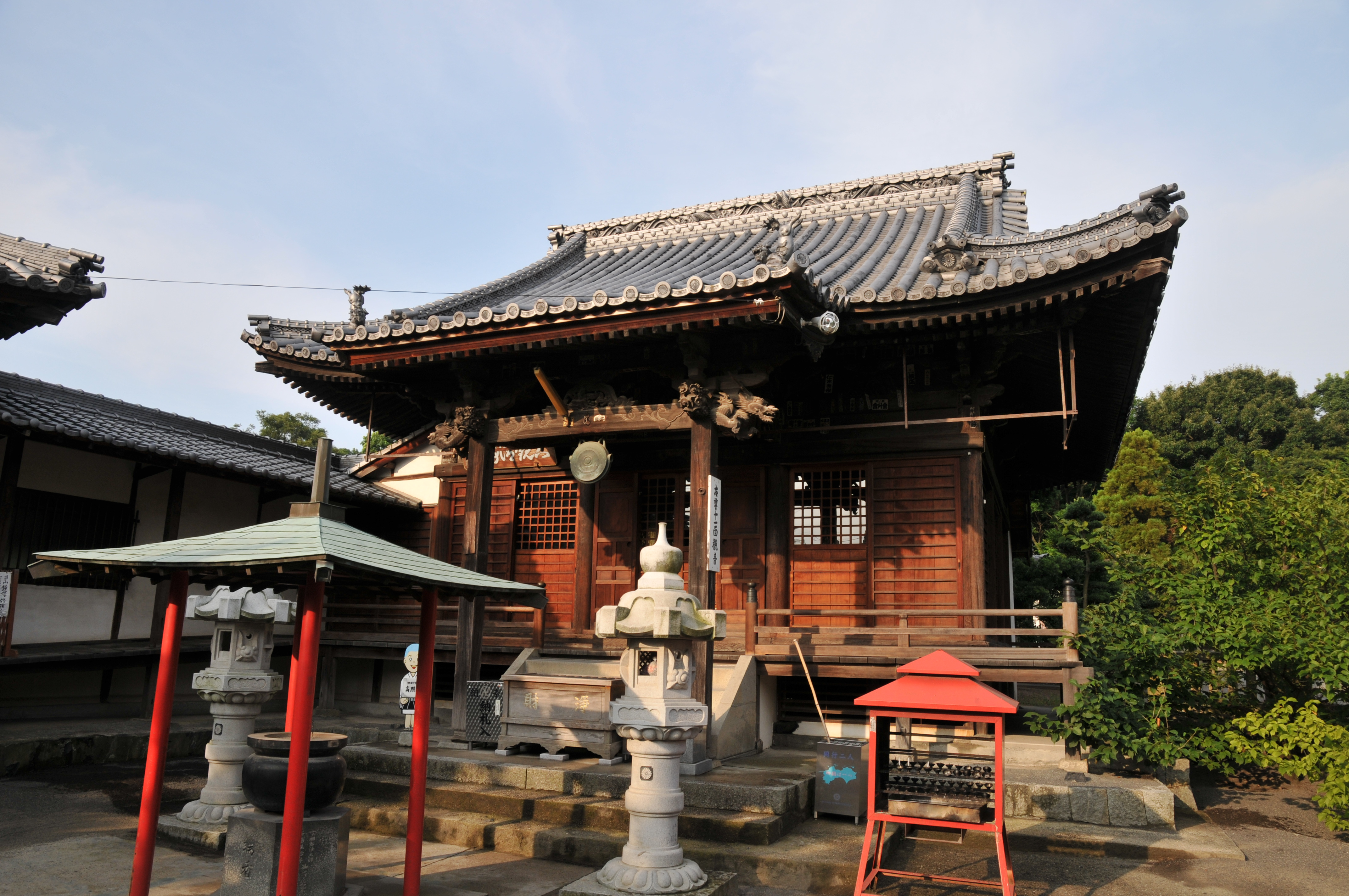
天皇寺高照院 本堂

- 坂出市立西庄小学校
- きんかこども園（認定こども園）
- 四国霊場第七十九番札所 天皇寺（高照院）
- 雲井御所
- 白峰宮
- 八十場の水
- 岩根の桜
- 国道11号（坂出丸亀バイパス）
- 香川県道33号高松善通寺線

## 隣の駅
四国旅客鉄道（JR四国）
■予讃線
■快速「マリンライナー」・■快速「サンポート」
通過
■普通
鴨川駅 (Y06) - 八十場駅 (Y07) - 坂出駅 (Y08)